# Нова Весь-Острудзька
Нова Весь-Острудзька (пол. Nowa Wieś Ostródzka, нім. Neudorf) — село в Польщі, у гміні Ольштинек Ольштинського повіту Вармінсько-Мазурського воєводства.
Населення — 77 осіб (2011).

## Демографія
Демографічна структура станом на 31 березня 2011 року:
|          | Загалом | Допрацездатний вік | Працездатний вік | Постпрацездатний вік |
| -------- | ------- | ------------------ | ---------------- | -------------------- |
| Чоловіки | 35      | 7                  | 27               | 1                    |
| Жінки    | 42      | 12                 | 24               | 6                    |
| Разом    | 77      | 19                 | 51               | 7                    |